# Auxence (affluent de la Romme)
Pour les articles homonymes, voir Auxence.
À ne pas confondre avec l'Auxence, affluent de la Seine.
L'Auxence est une rivière coulant dans les départements de la Loire-Atlantique et de Maine-et-Loire. C'est un affluent direct de la Romme qui se jette dans la Loire en rive droite.

## Description
Ce cours d'eau d'une longueur totale de 17 kilomètres, prend sa source en Loire-Atlantique, sur la commune de Loireauxence (commune déléguée de Belligné) et traverse la commune vers l'est en marquant la limite entre les communes déléguées de Belligné et de La Chapelle-Saint-Sauveur. Elle passe ensuite en Maine-et-Loire, arrosant le nord de la commune de Saint-Sigismond, marquant la limite de cette commune avec celle de Val d'Erdre-Auxence (commune déléguée de Villemoisan), puis entre Villemoisan et Champtocé-sur-Loire où elle rejoint la Romme.

## Étang de la Clémencière
Le premier étang de la Clémencière est situé sur la commune de La Cornuaille. Il est alimenté par le ruisseau Vernou. Celui-ci traverse cet étang et poursuit son cours jusqu'à l'étang de Piard, puis le ruisseau se jette dans l'Auxence.
Sur son territoire, s'étend deux zones ZNIEFF de type II, c'est-à-dire un grand ensemble naturel riche et peu modifié, offrant des potentialités biologiques importantes. Elles sont situées au nord-est : Le bois des Charmeraies et l'étang de la Clemencière (ZNIEFF 520220037). C'est le boisement le plus important de cette partie du Segréen, constitué d'une chênaie-charmaie et de belles plantes vernales. L'étang a un intérêt local pour l'avifaune et les odonates. Il sert de refuge aux anatidés en période de chasse, puisque c'est le seul étang du secteur ou la chasse est interdite.